# Obornjača (Bačka Topola, Srbija)
Obornjača (ćir.: Оборњача, mađ.: Nagyvölgy) je naselje u općini Bačka Topola u Sjevernobačkom okrugu u Vojvodini.

## Stanovništvo
U naselju Obornjača živi 2 punoljetna stanovnika,s prosječnom starosti od 47,5 godina, a prosječan broj članova po domaćinstvu je 1,00.
Prema popisu iz 1991. godine u naselju je živjelo 2 stanovnika.
| Etnički sastav 2002. |            |        |
| Narod                | Stanovnika |        |
| Mađari               | 2          | 100,0% |
| nepoznato            | 0          | 0,00%  |

| broj stanovnika |       |       |       |       |       | 2     | 2     |
|                 | 1948. | 1953. | 1961. | 1971. | 1981. | 1991. | 2001. |

## Vanjske poveznice
- Karte, položaj vremenska prognoza[neaktivna poveznica]
- [neaktivna poveznica]